# 栗田エリナ
栗田 エリナ（くりた えりな、9月14日 - ）は、日本の女性声優。兵庫県出身。ケンユウオフィス所属。

## 来歴
Talk back大阪校、日本ナレーション演技研究所出身。
『幽☆遊☆白書』や『美少女戦士セーラームーン』の影響を受け、声優を目指す。大学時代から養成所に通い始め、一旦就職するも、現事務所のスタッフに東京に来るかどうか問われたことをきっかけに上京した。

## 人物
声種は低めのハスキー。方言は関西弁。
趣味はブライス (人形)、写真。好きなアーティストはGLAYで、特にTERUのファン。

## 出演作品

### テレビアニメ
2009年
- クイーンズブレイド 玉座を継ぐ者（女店主）
- たまごっち!（きざっち）

2010年
- はなかっぱ（2010年 - ベーヤちゃん 、 ももかっぱちゃんのお兄さん、ばらたろうくん、しゃべ蘭、巨大クモ、カエルのガア子、小グモのクモ吉、なまはげ、カニ、子ども、トナカイ、チョウチンアンコウ）

2011年
- 夢喰いメリー（主婦C）

2013年
- 黒魔女さんが通る!!（ダル魔）

2014年
- ピンポン THE ANIMATION（ムー子）
- 山賊の娘ローニャ（ずんぐり小人の姉ちゃん）

2015年
- 銀魂°（女子A）

### 劇場アニメ
2013年
- はなかっぱ 花さけ!パッカ〜ん♪ 蝶の国の大冒険（ベーヤちゃん）

### Webアニメ
2015年
- DHC公式 タマ川ヨシ子（猫）（タマ川ヨシ子）

### 吹き替え

#### 実写
2016年
- ナース・ジャッキー シーズン7 ※第7話

2017年
- ジュラシック・ワールド（ヴィヴィアン〈ローレン・ラプカス〉）※日本テレビ版

#### アニメ
2013年
- くもりときどきミートボール2 フード・アニマル誕生の秘密（女研究員①）

2016年
- モンスター・ホテル2（パーカー）